# Danh sách video của Katy Perry

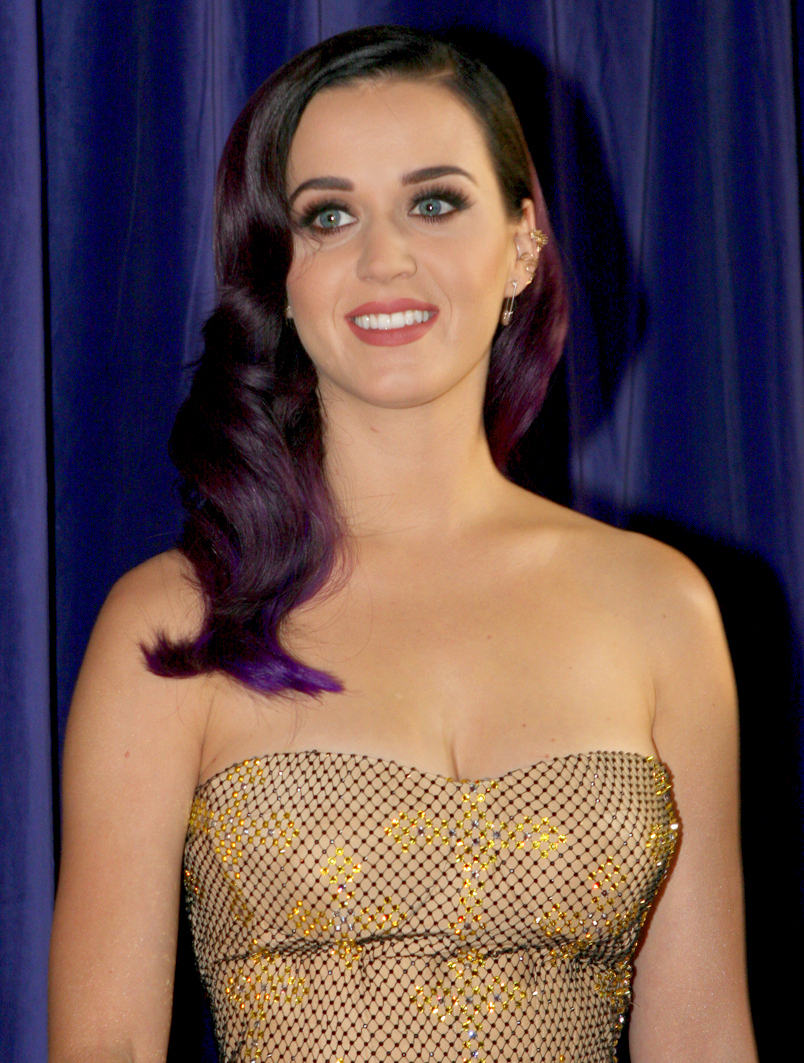
Katy Perry tại buổi ra mắt phim Katy Perry: Part of Me vào tháng 6 năm 2012

Ca sĩ kiêm sáng tác nhạc người Mỹ Katy Perry đã phát hành hai album video và xuất hiện trong nhiều video âm nhạc, phim, chương trình truyền hình và quảng cáo truyền hình. Sau khi xuất hiện với tư cách là khách mời trong một số video âm nhạc từ năm 2004 đến năm 2007, bao gồm "Goodbye for Now" và "Cupid's Chokehold", một video cho "Ur So Gay" đã được phát hành, đánh dấu màn xuất hiện chính thức của cô đối với ngành công nghiệp âm nhạc. Năm 2008, cô phát hành video âm nhạc cho "I Kissed a Girl" và "Hot n Cold" và đạt được những thành công lớn, cả hai đều trích từ album thứ hai One of the Boys của cô. Các video cho "Thinking of You" và "Waking Up in Vegas" cũng lần lượt được phát hành vào năm sau đó.
Album phòng thu thứ ba của Perry là Teenage Dream (2010) cho ra đời đĩa đơn "California Gurls", gồm video âm nhạc lấy bối cảnh vùng đất hư cấu "Candyfornia" và có sự góp mặt của rapper Snoop Dogg. Video "Teenage Dream" do Yoann Lemoine đạo diễn mô tả cô là một thiếu niên rực rỡ với những khát khao cháy bỏng. Video "Firework" của Perry cổ vũ giải phóng bản thân và sống đúng với chính mình đã giành được Giải Video âm nhạc của MTV cho Video của năm. Video của "E.T." lấy bối cảnh không gian vũ trụ và có sự tham gia của rapper Kanye West. Perry tiếp tục phát hành lần lượt hai video "Last Friday Night (T.G.I.F.)"—một video dựa trên cảm giác nôn nao sau một bữa tiệc tại nhà—và "The One That Got Away"—hồi tưởng về người yêu đã qua đời. Năm 2012, cô tải bản album thứ ba với tên gọi Teenage Dream: The Complete Confection, đồng thời phát hành video cho các đĩa đơn "Part of Me" và "Wide Awake". Một năm sau, Perry phát hành album phòng thu thứ tư Prism, với "Roar" là đĩa đơn mở đường, trong đó video âm nhạc có cảnh cô ở trong rừng sau một vụ tai nạn máy bay và trở thành nữ hoàng rừng xanh. Video cho đĩa đơn tiếp theo của cô ấy, "Unconditionally", dựa theo tình yêu vô điều kiện. Trong video "Birthday", cô đóng giả năm nhân vật khác nhau để góp vui trong các bữa tiệc sinh nhật tại trại dưỡng lão. Cô trở thành nghệ sĩ đầu tiên có nhiều video, "Dark Horse" và "Roar", đạt hơn một tỷ lượt xem trên Vevo. Album phòng thu thứ năm của Perry là Witness, gồm video âm nhạc của các bài hát "Chained to the Rhythm", "Bon Appétit", "Swish Swish" và "Hey Hey Hey". Cô có 23 video được chứng nhận Vevo, bao gồm "Roar", "Last Friday Night (T.G.I.F.)", "E.T.", "Never Really Over" và "Wide Awake". 2 video có hơn 3 tỷ lượt xem và 6 video có hơn một tỷ lượt xem, cô cũng là nghệ sĩ có nhiều bài hát đạt 900 triệu view nhất (9 bài) trên YouTube.
Ngoài các video âm nhạc của mình, Perry đã lồng tiếng cho nhân vật Tí Cô Nương trong Xì Trum (2011) và phần tiếp theo là Xì Trum 2 (2013). Phim tài liệu tự truyện Katy Perry: Part of Me (2012) theo mô tả lại chuyên lưu diễn California Dreams Tour và sự đổ vỡ của cuộc hôn nhân với diễn viên hài Russell Brand. Tại Hoa Kỳ, phim trở thành phim tài liệu có doanh thu cao thứ tám mọi thời đại. Cô đã xuất hiện trong các chương trình truyền hình, bao gồm cả vai trò giám khảo trong American Idol và The X Factor, cũng như dẫn chương trình Saturday Night Live vào tháng 12 năm 2011. Perry cũng đã đóng vai chính trong các tập phim của các chương trình truyền hình How I Met Your Mother, Raising Hope và The Simpsons, đồng thời giành được giải People's Choice Award cho Ngôi sao truyền hình được yêu thích nhất nhờ màn xuất hiện trong How I Met Your Mother. Perry cũng góp mặt trong một sự kiện phát trực tiếp dài 4 ngày trên YouTube vào năm 2017 có tựa đề Katy Perry Live: Witness World Wide. Perry xuất hiện trong video "You Need to Calm Down" của Taylor Swift vào tháng 6 năm 2019, đánh dấu sự kết thúc sau nhiều năm đối đầu của họ.

## Video âm nhạc

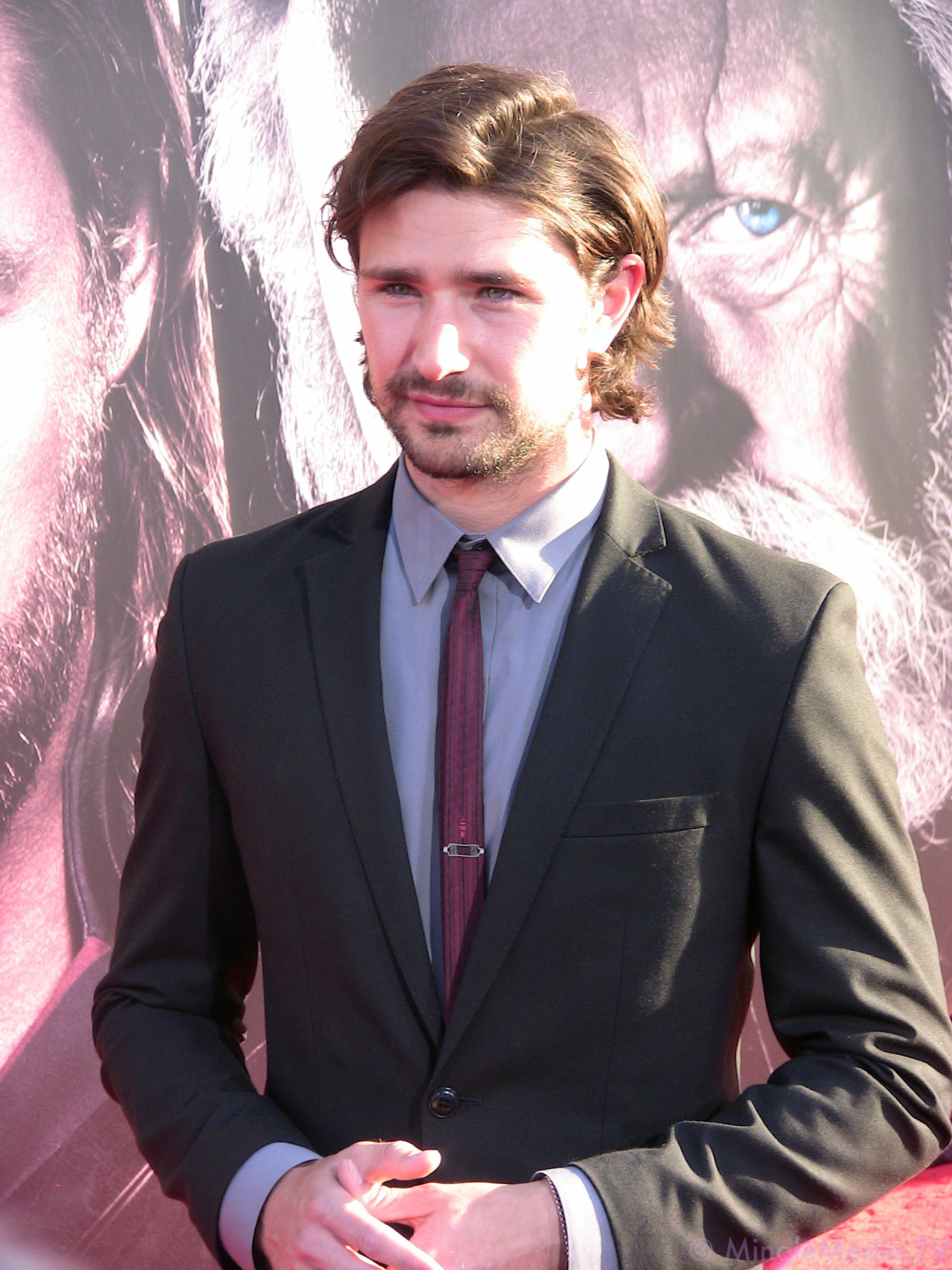
Matt Dallas appears as Perry's soldier love interest in "Thinking of You".

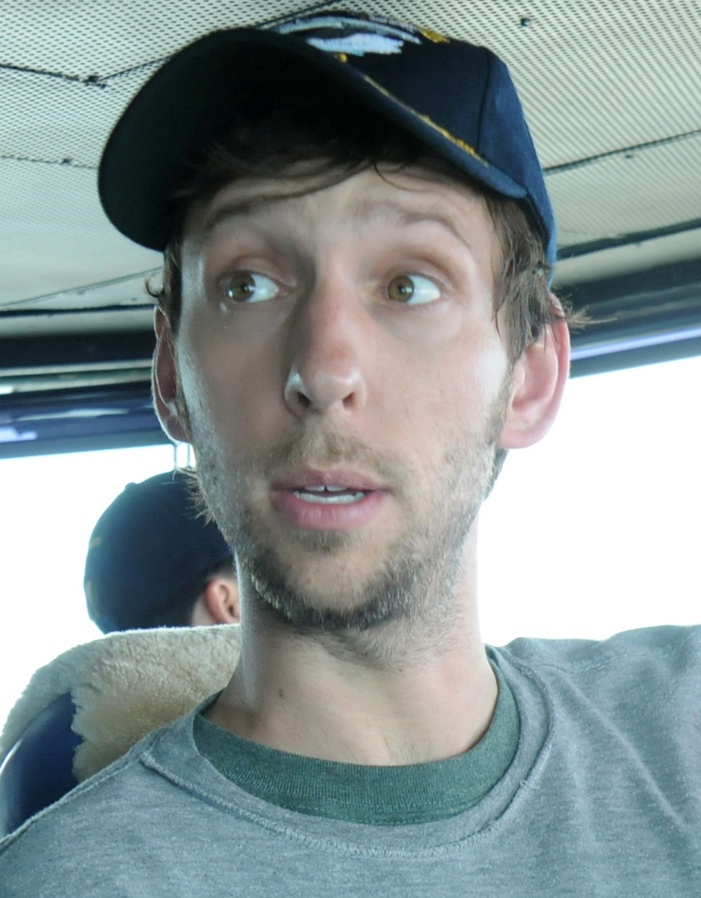
Joel David Moore appears as Perry's love interest in "Waking Up in Vegas".

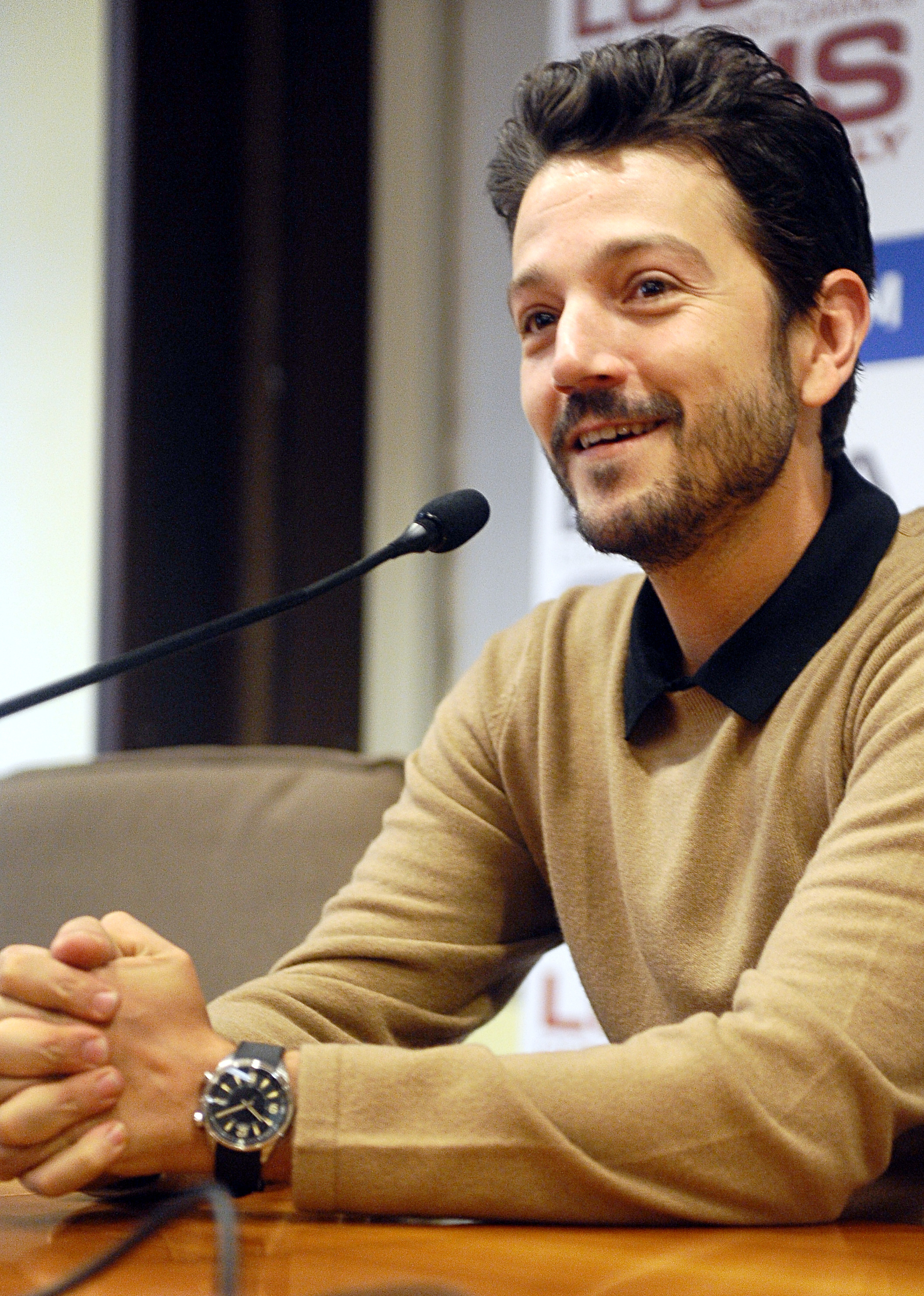
Diego Luna appears as Perry's love interest in "The One That Got Away".

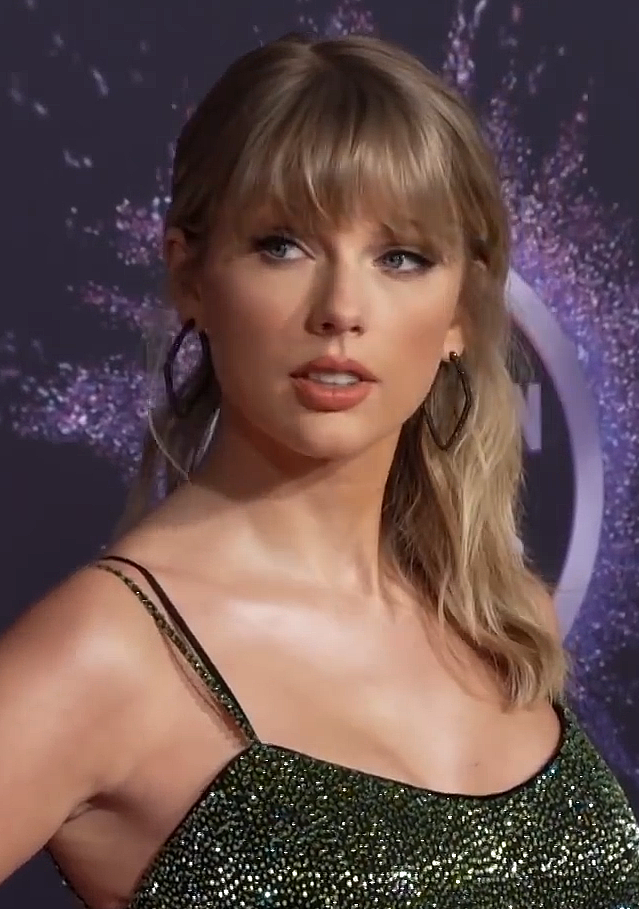
Katy Perry xuất hiện trong MV "You Need to Calm Down" của Taylor Swift.

| Tựa đề                                        | Năm  | Nghệ sĩ khác                                  | Đạo diễn                                     | Mô tả | Nguồn  |
| --------------------------------------------- | ---- | --------------------------------------------- | -------------------------------------------- | --- | ------ |
| "The Box"                                     | 2005 | None                                          | Glen Ballard                                 | Video âm nhạc quản bá được quay cho một album chưa phát hành mà Perry đã làm việc cùng Ballard. | [ 10 ] |
| "Simple"                                      | 2005 | None                                          | Glen Ballard                                 | Video âm nhạc quản bá được quay cho một album chưa phát hành mà Perry đã làm việc cùng Ballard. | [ 10 ] |
| "Long Shot"                                   | 2005 | None                                          | Glen Ballard                                 | Video âm nhạc quản bá được quay cho một album chưa phát hành mà Perry đã làm việc cùng Ballard. | [ 10 ] |
| "A Cup of Coffee"                             | 2005 | None                                          | Glen Ballard                                 | Video âm nhạc quản bá được quay cho một album chưa phát hành mà Perry đã làm việc cùng Ballard. | [ 10 ] |
| "It's Okay to Believe"                        | 2005 | None                                          | Glen Ballard                                 | Video âm nhạc quản bá được quay cho một album chưa phát hành mà Perry đã làm việc cùng Ballard. | [ 10 ] |
| "Diamonds"                                    | 2005 | None                                          | Glen Ballard                                 | Video âm nhạc quản bá được quay cho một album chưa phát hành mà Perry đã làm việc cùng Ballard. | [ 10 ] |
| "Thinking of You" (bản gốc)                   | 2007 | None                                          | Walter May                                   | Dùng kĩ thuật cross-cutting để so sánh hai mối quan hệ tình cảm. | [ 11 ] |
| "Ur So Gay"                                   | 2007 | None                                          | Walter May                                   | Video kinh phí thấp trong đó có hai con búp bê đóng vai Perry và bạn trai của cô ấy. | [ 11 ] |
| "I Kissed a Girl"                             | 2008 | None                                          | Kinga Burza                                  | Có Perry và nhiều phụ nữ ăn mặc rực rỡ khác nhau nhảy theo bài hát. DJ Skeet Skeet và Kesha xuất hiện trong video âm nhạc. | [ 12 ] |
| "Hot n Cold"                                  | 2008 | None                                          | Alan Ferguson                                | Perry trong vai một cô dâu sắp kết hôn với vị hôn phu của mình, Alexander, người đã chạy trốn khỏi nhà thờ trước khi nói lời thề của mình. Cha mẹ của Perry là Keith Hudson và Mary Perry xuất hiện trong video, Shannon Woodward và Jadyn Maria đóng vai phù dâu. | [ 13 ] |
| "Thinking of You" (phiên bản thương mại)      | 2009 | None                                          | Melina Matsoukas                             | Perry được miêu tả là một người phụ nữ trẻ có người yêu đã bị giết ở Pháp trong Chiến tranh thế giới thứ hai và hồi tưởng lại những khoảng thời gian với người tình đã qua đời của cô. Matt Dallas đóng vai bạn trai người lính của Perry. | [ 14 ] |
| "Waking Up in Vegas"                          | 2009 | None                                          | Joseph Kahn                                  | Perry và người yêu của cô đánh bà ở Las Vegas, Nevada. Họ thắng một số tiền lớn, sau đó thua tất cả và cãi nhau. Joel David Moore đóng vai người yêu của Perry. Penn và Teller, Daniel Negreanu, Gavin và George J. Maloof, Jr. đóng vai trò khách mời trong video. | [ 15 ] |
| "Starstrukk"                                  | 2009 | 3OH!3                                         | Marc Klasfeld và Steve Jocz                  | 3OH!3 ngồi ở một đài phun nước và lấy những đồng xu đã được ném vào, khiến phụ nữ bắt đầu theo đuổi chúng. Trong những cảnh khác, Perry và 3OH!3 hát cùng nhau trước đài phun nước. Trong câu hát của cô, Perry nhảy múa bên dưới đài phun nước vào ban đêm. | [ 16 ] |
| "If We Ever Meet Again"                       | 2010 | Timbaland                                     | Paul "Coy" Allen                             | Là một tên trộm tác phẩm nghệ thuật và một tên trộm trang sức. Perry và Timbaland cùng nhau hát và nhảy trong một căn phòng đen. Cả hai tên trộm đều bị cảnh sát bắt giữ. Ở cuối video, những tên trộm lấy lại được những món đồ bị đánh cắp. | [ 17 ] |
| "California Gurls"                            | 2010 | Snoop Dogg                                    | Mathew Cullen                                | Câu chuyện diễn ra ở vùng đất hư cấu mang tên Candyfornia. Perry giải thoát những người phụ nữ khác bị nhốt trong những cái bẫy liên quan đến kẹo. Cô đánh bại đội quân gấu kẹo cao su của Snoop Dogg bằng cách sử dụng một chiếc áo lót phóng kem. | [ 18 ] |
| "Teenage Dream"                               | 2010 | None                                          | Yoann Lemoine                                | Được quay tại quê hương của Perry ở Santa Barbara, California và có sự tham gia bởi những người bạn của cô. Cô lái ô tô cùng bạn trai trước khi đi tắm biển. Cuối video, cặp đôi bơi trong một hồ bơi và hôn nhau dưới nước. | [ 19 ] |
| "Firework"                                    | 2010 | None                                          | Dave Meyers                                  | Được quay ở Budapest. Có rất nhiều bức ảnh chụp những người trẻ tuổi từ khắp thành phố để giải quyết nỗi sợ hãi của họ. Cuối cùng, Perry và những người trẻ tuổi của thành phố khiêu vũ trong sân của lâu đài Buda khi pháo hoa bùng lên từ ngực của họ. Perry dành riêng video cho dự án It Gets Better. | [ 20 ] |
| "E.T."                                        | 2011 | Kanye West                                    | Floria Sigismondi                            | West lơ lửng trên một con tàu vũ trụ, Perry là một người ngoài hành tinh đáp xuống Trái Đất đã bị bỏ hoang. Cô tiếp cận một người máy và biến thành một người đàn ông, người mà Perry đã yêu. Người tình của Perry trong video do Shaun Ross đóng. | [ 21 ] |
| "Last Friday Night (T.G.I.F.)"                | 2011 | None                                          | Marc Klasfeld và Danny Lockwood              | Perry trong vai cô nàng mọt sách Kathy Beth Terry. Trong một đoạn hồi tưởng, Kathy Beth Terry nghe thấy một bữa tiệc đang diễn ra từ nhà của Rebecca Black. Black kéo cô vào cùng quẩy và trang điểm. Bữa tiệc cuối cùng chuyển đến nhà của Terry. Các diễn viên Rebecca Black trong vai chính cô, Darren Criss trong vai Aaron Christopherson, Kevin McHale trong vai Everett McDonald, Corey Feldman và Debbie Gibson trong vai cha mẹ của Kathy Beth Terry, Kirk, Tiffany Terry và Kenny G trong vai chú Kenny, Hanson trong và chính anh. | [ 22 ] |
| "The One That Got Away"                       | 2011 | None                                          | Floria Sigismondi                            | Perry trong vai một người phụ nữ lớn tuổi nhớ lại người yêu cũ của mình và cuộc cãi vã của cặp đôi, dẫn đến việc bạn trai của cô ấy bỏ đi. Bạn trai cũ của cô được tái hiện lại trong hình ảnh anh vô tình lái xe trượt khỏi vách đá. Perry lớn tuổi hơn đến gần vách đá và nắm tay nhau khi nhìn thấy anh ta, trước khi anh ta biến mất và cô buồn bã bỏ đi. Diego Luna trong vai người tình cũ đã qua đời của Perry. | [ 23 ] |
| "Part of Me"                                  | 2012 | None                                          | Ben Mor                                      | Perry chứng kiến cảnh bạn trai lừa dối cô với một người đồng nghiệp. Cô ấy thấy một quảng cáo tuyên truyền khuyến khích phụ nữ trở thành Lính thủy đánh bộ. Cô gia nhập Thủy quân lục chiến Hoa Kỳ, và trải qua quá trình huấn luyện mạnh mẽ. | [ 24 ] |
| "Wide Awake"                                  | 2012 | None                                          | Tony T. Datis                                | Bắt đầu với cảnh Perry đi đến phòng thay đồ của cô ấy, nơi biến thành một mê cung với nhiều chướng ngại vật khác nhau. Cuối cùng cô ấy cũng đến được lối ra và trốn thoát. Bối cảnh thay đổi trở lại phòng thay đồ của Perry, trước khi cô ấy bước lên sân khấu California Dreams Tour để biểu diễn. | [ 25 ] |
| "Roar"                                        | 2013 | None                                          | Grady Hall và Mark Kudsi                     | Perry vào vai một người phụ nữ có máy bay rơi xuống đảo hoang. Bạn trai của cô bị tấn công bởi một con hổ mà Perry thuần hoá ở cuối video, và cô trở thành Nữ chúa rừng xanh (Queen of the Jungle). | [ 26 ] |
| "Unconditionally"                             | 2013 | None                                          | Brent Bonacorso                              | Video có những cảnh Perry hát trong tuyết, bị chiếc xe trải đầy hoa tông và bốc cháy, được dùng để tượng trưng cho cảm xúc của tình yêu vô điều kiện. | [ 27 ] |
| "Who You Love"                                | 2013 | John Mayer                                    | Sophie Muller                                | Có cảnh các cặp đôi khác nhau cưỡi một con bò khi Perry và Mayer hát cùng nhau, trước khi họ tự cưỡi nó với pháo hoa đổ xuống phía sau. | [ 28 ] |
| "Dark Horse"                                  | 2014 | Juicy J                                       | Mathew Cullen                                | Lấy bối cảnh ở Memphis, Ai Cập dưới thời kỳ Ai Cập cổ đại. Perry vào vai Katy Pätra (lấy cảm hứng từ pharaoh Cleopatra), người bị nhiều người cầu hôn tiếp cận và cố gắng giành lấy trái tim cô, tất cả đều bị cô biến thành cát bụi hoặc bị xóa sổ. Perry nhảy múa trên cột vũ nữ thoát y trong câu hát của Juicy J. | [ 29 ] |
| "Birthday"                                    | 2014 | None                                          | Mark Klasfeld và Danny Lockwood              | Perry trong vai năm nhân vật (một người phụ nữ lớn tuổi tên Goldie, một MC người Do Thái tên Yosef Shulem, một chú hề tên Kriss, một người huấn luyện động vật tên Ace, và một họa sĩ vẽ mặt là Princess Mandee) tại vài bữa tiệc sinh nhật, mà khách mời không biết danh tính của Perry. Sau đó, các trò nguy hiểm được dàn dựng (chẳng hạn như một vụ va chạm xe hơi bên ngoài một bữa tiệc và Perry làm rơi chiếc bánh vào một người đàn ông) để gây phản ứng và Perry cởi bỏ lớp cải trang của mình trong bữa tiệc của một cô gái trẻ.    | [ 30 ] |
| "This Is How We Do"                           | 2014 | None                                          | Joel Kefali                                  | Có những cảnh tối giản miêu tả Perry thực hiện nhiều hoạt động trong bài hát, lồng ghép với cảnh Perry và các vũ công thư giãn bên hồ bơi, mặc trang phục lấy cảm hứng từ Piet Mondrian. | [ 31 ] |
| "Rise"                                        | 2016 | None                                          | Paul Gore                                    | Perry vật lộn để chiếc dù cô thả bay lên khi đi qua các hẻm núi và sông, hồ, biển. | [ 32 ] |
| "Chained to the Rhythm"                       | 2017 | Skip Marley                                   | Mathew Cullen                                | Được quay tại Six Flags Magic Mountain ở California, Perry và những người tham dự khác nhảy theo cách của riêng họ qua công viên giải trí, không để ý đến thế giới xung quanh. Video ám chỉ đến tình hình chính trị ở Hoa Kỳ, được cho là đá đểu Donald Trump. | [ 33 ] |
| "Bon Appétit"                                 | 2017 | Migos                                         | Dent De Cuir                                 | Perry được chế biến và phục vụ bởi các đầu bếp bao gồm cả Roy Choi như một bữa ăn cho đàn ông. Cuối video, Perry ăn lại những vị khách này. | [ 34 ] |
| "Feels"                                       | 2017 | Calvin Harris, Pharrell Williams, và Big Sean | Emil Nava                                    | Perry hát và thư giãn trên một hòn đảo với Harris, Williams và Sean. | [ 35 ] |
| "Swish Swish"                                 | 2017 | Nicki Minaj                                   | Dave Meyers                                  | Perry chơi trong một đội bóng rổ có tên "The Tigers" thi đấu với đội đối lập có tên "The Sheep", trong khi Minaj biểu diễn trong giờ nghỉ giải lao của trò chơi, truyền năng lượng giúp Perry chiến thắng. Video được cho là đá đểu Taylor Swift. | [ 36 ] |
| "Feels" (phiên bản thứ hai)                   | 2017 | Calvin Harris, Pharrell Williams, và Big Sean | Emil Nava                                    | Perry, Harris, Williams và Sean là một ban nhạc biểu diễn trực tiếp bài hát trước khán giả. | [ 37 ] |
| "Hey Hey Hey"                                 | 2017 | None                                          | Isaac Rentz                                  | Perry plays a woman resembling Maria Antonia who seeks to escape her obligations and chosen suitor, and daydreams of herself as Jeanne d'Arc. Perry's character is executed at the end of the video, while her Joan of Arc persona returns to exact her revenge. | [ 38 ] |
| "365"                                         | 2019 | Zedd                                          | Warren Fu                                    | Zedd is featured as a human test subject used for an experiment where lives with Perry, who portrays a robot that falls in love with him. | [ 39 ] |
| "Never Really Over"                           | 2019 | None                                          | Philipp Price                                | Perry plays a woman who goes to a New Age retreat after the break up of a relationship and participates in activities such as dancing, acupuncture and tree-hugging. As she leaves, she sees her former partner entering the same retreat. | [ 40 ] |
| "Small Talk"                                  | 2019 | None                                          | Tanu Muino                                   | Perry and her pet dog Nugget attend a dog show where they win the top prize. She sees another competitor and immediately falls for him. Perry's attention is shifted to the man and she ignores her dog. Eventually he moves in with Perry and brings his dog. Perry, the man and their two dogs are seen all together at the end. | [ 41 ] |
| "Harleys in Hawaii"                           | 2019 | None                                          | Pau Lopez, Gerardo del Hierro and Tomas Pena | Perry is seen riding a motorbike, singing in a bar and dancing on the beach as she pursues a man who also rides a motorbike. The two are seen kissing and they ride off together on his motorbike. | [ 42 ] |
| "Never Worn White"                            | 2020 | None                                          | J.A.C.K.                                     | Perry sings about her relationship with her fiancé Orlando Bloom in a white dress and later a rose dress and also reveals she is pregnant in the video. | [ 43 ] |
| "Daisies"                                     | 2020 | None                                          | Liza Voloshin                                | A heavily pregnant Perry walks among daisies wearing a white dress as she sings. She is also seen standing on rocks and by a stream where she removes her dress and briefly poses naked. | [ 44 ] |
| "Daisies (Can't Cancel Pride)"                | 2020 | None                                          | Ashley Evans and Antony Ginandjar            | Perry performs a remix of "Daisies", which features elements from "I Kissed a Girl", "Peacock", "Walking on Air", and "Swish Swish". She is dressed in and interacts with various pride themed clothing and accessories. | [ 45 ] |
| "Smile" (video trình diễn)                    | 2020 | None                                          | Ashley Evans and Antony Ginandjar            | A tiny Perry dressed in clown attire dances and sings while interacting with large objects, dancing clowns, and a larger version of herself. | [ 46 ] |
| "Smile"                                       | 2020 | None                                          | Mathew Miguel Cullen                         | Perry plays a circus-themed video game called Smile. She selects the Sad Clown character and is transformed into the character as she plays. Eventually she wins the game and then throws a custard pie into her own face to celebrate. | [ 47 ] |
| "Never Really Over" (The Smile Video Series)  | 2020 | None                                          | Rafatoon                                     | An animated video combining CGI and traditional animated elements. Seen from POV, a woman repeats a daily routine of waking, brushing her teeth and washing her breakfast plate. One day she smashes the plate, then puts the broken pieces back together. She wakes and finds the plate repaired and her breakfast arranged in a smiling face. | [ 48 ] |
| "Harleys In Hawaii" (The Smile Video Series)  | 2020 | None                                          | Hoku & Adam                                  | An animated video in the style of early black and white cartoons. A hula dancer and a waiter slip away from their place of work on a Harley-Davidson motorcycle, pursued by their boss. They are joined by an animated version of Perry and all end up performing a dance routine together. | [ 49 ] |
| "Cry About It Later" (The Smile Video Series) | 2020 | None                                          | Sykosan                                      | An animated video in the style of Anime. A young witch flies between parties in different fairytale settings on her broomstick. Eventually she meets a woman in a futuristic city and kisses her as they fly away together. | [ 50 ] |
| "Tucked" (The Smile Video Series)             | 2020 | None                                          | Hoku & Adam                                  | An animated video in the style of a comic book. A young woman named Dotty lives with her husband, who is a giant piece of broccoli, but is having an affair with a giant piece of candy. Her husband discovers them in bed together and fights the candy, only for them to end up in bed together as Dotty watches. Dotty then awakes and realises it was a dream. | [ 51 ] |
| "Champagne Problems" (The Smile Video Series) | 2020 | None                                          | Kate Hollowell                               | Perry, in a silver dress and sparkling head-dress, performs the song alone in a disco setting with video effects reminiscent of 1970s. | [ 52 ] |
| "Resilient" (The Smile Video Series)          | 2020 | None                                          | Aya Tanimura                                 | A stop motion animation video. Representations of Perry at different stages of her career appear in a street while a plant grows through a crack in the pavement, eventually becoming a flowering tree. The video includes references to her other songs and her pets. | [ 53 ] |
| "What Makes a Woman" (The Smile Video Series) | 2020 | None                                          | Mustashrik Mahbub                            | A series of animated vignettes of women in various situations such as working in a hospital, reading TV news and raising children. They are seen gathered together at the end. | [ 54 ] |
| "Teary Eyes" (Behind the Smile)               | 2020 | None                                          | Quinn Wilson                                 | A compilation of behind the scenes footage of the photoshoot for Perry's sixth studio album Smile. | [ 55 ] |
| "Resilient (Tiësto Remix)"                    | 2020 | Tiësto and Aitana                             | Chloe Wallace                                | | [ 56 ] |
| "Not the End of the World"                    | 2020 | None                                          | Similar But Different                        | Blue-skinned aliens intending to capture Katy Perry capture Zooey Deschanel instead. Aboard their spaceship, the aliens show her a timer counting down to Earth's impending destruction. Initially protesting, Zooey agrees to pretend she is Perry in exchange for help in preventing the catastrophe. She unplugs a cable marked "Earth's Internet" and saves the Earth, then performs a concert as Perry. | [ 57 ] |

### Xuất hiện với tư cách khách mời
| Tựa đề                  | Năm  | Biểu diễn                                    | Mô tả                                                                                            | Ref.   |
| ----------------------- | ---- | -------------------------------------------- | ------------------------------------------------------------------------------------------------ | ------ |
| "Broken"                | 2004 | The Matrix                                   | Perry is seen singing the song's lyrics along with Adam Longlands.                               | [ 58 ] |
| "Goodbye for Now"       | 2006 | P.O.D.                                       | Perry sings background vocals during the final chorus and appears at the end of the music video. | [ 59 ] |
| "Learn to Fly"          | 2006 | Carbon Leaf                                  | Perry stars as a girl who goes to see the band during a show.                                    | [ 60 ] |
| "Cupid's Chokehold"     | 2006 | Gym Class Heroes (hợp tác với Patrick Stump) | Perry plays the love interest of Gym Class Heroes singer Travie McCoy.                           | [ 60 ] |
| "Bitch I'm Madonna"     | 2015 | Madonna (hợp tác với Nicki Minaj)            | Perry is featured miming the lyric "Bitch I'm Madonna" in the video.                             | [ 61 ] |
| "You Need to Calm Down" | 2019 | Taylor Swift                                 | Perry appears dressed in a hamburger costume towards the end of the video.                       | [ 62 ] |

## Album video
| Tựa đề                        | Chi tiết album                                                                                   | Mô tả |
| ----------------------------- | ------------------------------------------------------------------------------------------------ | --- |
| MTV Unplugged                 | - Phát hành: 13 tháng 11 năm 2009 - Hãng đĩa: Capitol - Định dạng: CD, DVD, tải kỹ thuật số      | Physical release contains a DVD of Perry performing acoustic renditions of tracks from One of the Boys plus a new song, "Brick by Brick", and Fountains of Wayne cover "Hackensack". |
| The Prismatic World Tour Live | - Phát hành: 30 tháng 10 năm 2015 - Hãng đĩa: Capitol - Định dạng: DVD, Blu-ray, tải kỹ thuật số | Contains a DVD of Perry performing during her tour of the same name plus 30 minutes of exclusive extras.                                                                             |

## Sự nghiệp điện ảnh

### Phim
| Tựa đề                                                   | Năm  | Vai diễn    | Chú thích          | Ref.          |
| -------------------------------------------------------- | ---- | ----------- | ------------------ | ------------- |
| Xì Trum                                                  | 2011 | Tí Cô Nương | Lồng tiếng         | [ 66 ]        |
| Katy Perry: Part of Me                                   | 2012 | Chính cô    | Phim tài liệu      | [ 67 ]        |
| Xì Trum 2                                                | 2013 | Tí Cô Nương | Lồng tiếng         | [ 68 ]        |
| Brand: A Second Coming                                   | 2015 | Chính cô    | Phim tài liệu      | [ 69 ]        |
| Katy Perry: The Prismatic World Tour                     | 2015 | Chính cô    | Phim hoà nhạc      | [ 7 ]         |
| Katy Perry: Making of the Pepsi Super Bowl Halftime Show | 2015 | Chính cô    | Phim tài liệu      | [ 70 ]        |
| Jeremy Scott: The People's Designer                      | 2015 | Chính cô    | Phim tài liệu      | [ 71 ]        |
| Trai đẹp lên sàn                                         | 2016 | Chính cô    | Vai diễn khách mời | [ 72 ] [ 73 ] |

### Chương trình truyền hình
| Tựa đề                                 | Year     | Role(s)                        | Channel        | Notes | Ref.   |
| -------------------------------------- | -------- | ------------------------------ | -------------- | --- | ------ |
| Wildfire                               | 2008     | Club singer                    | ABC Family     | Episode: "Life's Too Short" | [ 74 ] |
| The Young and the Restless             | 2008     | Herself                        | CBS            | Episode 8,914 | [ 75 ] |
| American Idol                          | 2010     | Guest Judge                    | Fox            | Season 9, Episode 5 | [ 76 ] |
| The X Factor                           | 2010     | Guest Judge                    | ITV            | Series 7, Episode 2 | [ 77 ] |
| Saturday Night Live                    | 2010     | Musical guest                  | NBC            | Episode: "Amy Poehler/Katy Perry" | [ 78 ] |
| Extreme Makeover: Home Edition         | 2010     | Herself                        | ABC            | Episode: "Boys Hope/Girls Hope" | [ 79 ] |
| The Simpsons                           | 2010     | Herself                        | Fox            | Episode: "The Fight Before Christmas", Live-Action scene | [ 80 ] |
| How I Met Your Mother                  | 2011     | Honey                          | CBS            | Episode: "Oh Honey" | [ 81 ] |
| Saturday Night Live                    | 2011     | Host, various roles            | NBC            | Episode: "Katy Perry/Robyn" | [ 82 ] |
| Raising Hope                           | 2012     | Rikki Hargrove                 | Fox            | Episode: "Single White Female Role-Model" | [ 83 ] |
| Saturday Night Live                    | 2013     | Musical guest                  | NBC            | Episode: "Bruce Willis/Katy Perry" | [ 84 ] |
| David Blaine: Real or Magic            | 2013     | Herself                        | ABC            | Television special | [ 85 ] |
| Kroll Show                             | 2014     | Herself                        | Comedy Central | Episode: "Blisteritos Presents Dad Academy Graduation Congraduritos Red Carpet Viewing Party"                                                                                             | [ 86 ] |
| CMT Crossroads                         | 2014     | Herself                        | CMT            | Episode: "Katy Perry and Kacey Musgraves" | [ 87 ] |
| Saturday Night Live                    | 2017     | Musical guest                  | NBC            | Episode: "Dwayne Johnson/Katy Perry" | [ 88 ] |
| American Idol                          | 2018–nay | Judge                          | ABC            | Season 16–present | [ 89 ] |
| Jeopardy! The Greatest of All Time     | 2020     | Herself - Video Clue Presenter | ABC            | 1 episode |        |
| The Disney Family Singalong: Volume II | 2020     | Herself                        | ABC            | Television special |        |
| Masterchef Australia                   | 2020     | Guest judge                    | Network Ten    | Season 12, Episode 24 |        |
| Lazada Turns 9 Super Party             | 2021     | Guest performer                | GMA            | Television special by Lazada commemorating Lazada's 9th anniversary, temporarily replacing Bubble Gang. Also airing digitally through Lazada Philippines' official social media accounts. | [ 90 ] |

### Quảng cáo
| Company or product          | Year | Description | Ref.            |
| --------------------------- | ---- | --- | --------------- |
| ProSieben                   | 2010 | Perry performs "Teenage Dream" in the commercial, wearing a red dress similar to the one Marilyn Monroe wore in The Seven Year Itch.                                                     | [ 91 ]          |
| Proactiv                    | 2010 | Perry promotes Proactiv and speaks about her experience with acne problems and using the product.                                                                                        | [ 92 ]          |
| Adidas                      | 2011 | Perry appears in a series of commercials for Adidas as part of the company's "All Adidas" campaign.                                                                                      | [ 93 ]          |
| Adidas                      | 2012 | Perry's second advertisement for Adidas, also featuring David Beckham, Leo Messi, and Derrick Rose. Used as part of the "All In" campaign.                                               | [ 94 ]          |
| Pepsi                       | 2012 | Shows clips from Katy Perry: Part of Me; used as part of Pepsi's "Live for Now" campaign.                                                                                                | [ 95 ]          |
| Capital FM                  | 2012 | Perry appears alongside other celebrities including Rihanna and Cheryl Cole in an advertisement for Capital FM.                                                                          | [ 96 ]          |
| Popchips                    | 2013 | Appears in a digital commercial as part of the superhero team "Katy and the PopCats". With the help of the cats, Perry defeats the enemy potato chip manufacturer "Fat Cat" in the clip. | [ 97 ]          |
| Killer Queen by Katy Perry  | 2013 | Perry appears in the commercial for her third fragrance, Killer Queen. In the commercial she stars as a queen who knocks away her assistants and kicks over a throne.                    | [ 98 ]          |
| 2013 MTV Video Music Awards | 2013 | The commercial was used to promote Perry's performance of "Roar" at the 2013 MTV Video Music Awards.                                                                                     | [ 99 ]          |
| Walmart                     | 2013 | Used to promote Walmart and Perry's fourth album Prism. In the commercial, some of Perry's fans buy the record and are surprised to find her working at the checkout.                    | [ 100 ]         |
| CoverGirl                   | 2014 | "This Is How We Do" plays as Perry promotes the newest CoverGirl products. Also featured in other commercials as part of the company's 2014 campaign.                                    | [ 101 ]         |
| Toyota Yaris                | 2015 | The commercial was used to promote Toyota Yaris Thailand. Perry performed as four different character to drive Yaris. In addition, "This Is How We Do" was used in this commercial.      | [ 102 ]         |
| H&M                         | 2015 | "Every Day Is a Holiday" plays as Perry sports various holiday-themed clothes from H&M. It was part of the clothing store's 2015 holiday campaign.                                       | [ 103 ] [ 104 ] |
| Citi                        | 2017 | Perry appears in a commercial alongside her pet dog Nugget for Citi's Double Cash card "Means What It Says" campaign.                                                                    | [ 105 ]         |

### Web
| Title                               | Year | Role    | Notes                                                                            | Ref.    |
| ----------------------------------- | ---- | ------- | -------------------------------------------------------------------------------- | ------- |
| Katy Perry Live: Witness World Wide | 2017 | Herself | Four-day livestream event on YouTube featuring guests, interviews, and a concert | [ 106 ] |
| Will You Be My Witness?             | 2017 | Herself | Behind-the-scenes YouTube Red special for "Katy Perry Live: Witness World Wide"  | [ 107 ] |
| Dear Class of 2020                  | 2020 | Herself |                                                                                  |         |